# Philhygra luridipennis
Philhygra luridipennis är en skalbaggsart som först beskrevs av Mannerheim 1830.  Philhygra luridipennis ingår i släktet Philhygra, och familjen kortvingar. Arten är reproducerande i Sverige.